# Mallasamudra, Challakere
Mallasamudra là một làng thuộc tehsil Challakere, huyện Chitradurga, bang Karnataka, Ấn Độ.